# Hyperolius xenorhinus
Hyperolius xenorhinus es una especie de anfibios de la familia Hyperoliidae.
Habita en República Democrática del Congo y posiblemente Uganda.
Su hábitat natural incluye montanos secos, ríos, pantanos, marismas de agua dulce y corrientes intermitentes de agua dulce.